# Кордишівська сільська рада (Козятинський район)
| Кордишівська сільська рада — колишній орган місцевого самоврядування у Козятинському районі Вінницької області з адміністративним центром у с. Кордишівка. Сільській раді були підпорядковані населені пункти: - с. Кордишівка - с. Королівка - с. Прушинка |

## Склад ради
Рада складалася з 16 депутатів та голови.

## Керівний склад сільської ради
| ПІБ                    | Основні відомості                                                 | Дата обрання | Дата звільнення |
| ---------------------- | ----------------------------------------------------------------- | ------------ | --------------- |
| Байда Іван Миколайов   | Сільський голова, 1966 року народження, освіта                    | 26.03.2006   | 31.10.2010      |
| Байда Іван Миколайович | Сільський голова, 1966 року народження, освіта вища, безпартійний | 31.10.2010   |                 |

Примітка: таблиця складена за даними джерела